# Брамвелл, Фредерик
Сэр Фредерик Брамвелл (англ. Frederick Bramwell, полное имя Frederick Joseph Bramwell, 1st Baronet; 1818—1903) — английский инженер, строитель и механик; президент Королевского общества искусств в 1901 году.

## Биография
Родился 17 марта 1818 года в Лондоне в семье Джорджа Брамвелла (George Bramwell, 1773—1858), партнера компании Dorrien and Co. Bankers; младший брат английского судьи сэра Джорджа Брамвелла. 
Брамвелл учился на инженера, изучал паровую тягу. В 1843 году он построил локомотив для железной дороги Стоктон − Дарлингтон. Затем основал собственный бизнес, сосредоточившись правовой и консалтинговой деятельности (с 1853 года). Фредерик Брамвелл был первым инженером, который работал в качестве технического адвоката, а затем был советником лондонских компаний по водоснабжению.
Стал членом Королевского общества в 1873 году и являлся президентом Института гражданских инженеров с декабря 1884 по май 1886 года. Назначен президентом Британской ассоциации развития науки (ныне Британская научная ассоциация) в 1888 году. Был посвящен в рыцари в 1881 году и получил титул баронета 25 января 1889 года.
29 марта 1847 года Фредерик женился на своей двоюродной сестре Гарриет Фрит (Harriet Leonara Frith), дочери Джозефа Фрита; в браке родилось три дочери. Одна из них — Элдред (Eldred Bramwell), стала женой учёного-медика Викотора Горслей.
Умер от кровоизлияния в мозг 30 ноября 1903 года в Лондоне и был похоронен в местечке Hever, графство Кент.